# Liber usualis
Liber usualis (punim imenom: Liber usualis Missae et Officii pro dominicis et festis I. vel II. classis cum cantu Gregoriano ex editione Vaticana adamussim excerpto a Solesmensibus Monachis diligenter ornato; na hrvatskom često samo Uzual) jest latinska zbirka najčešće korištenih gregorijanskih pjesama u Katoličkoj Crkvi. Pri njezinu pisanju korištena je tradicionalna kvadratna notacija neumama. Izdali su je monasi opatije Solesmes u Francuskoj, najprije 1896., a zatim je zbirka s manjim izmjenama izdavana gotovo svake godine, sve do 1964. Njezino latinsko ime Liber ("knjiga") usualis ("za korištenje", "uobičajena", "uporabna") označava "knjigu za uobičajenu uporabu".
U opatiji Solesmes u 19. stoljeću nastao je Liturgijski pokret pod vodstvom Dom Josepha Pothiera (1835-1923) i Dom Andréa Mocquereaua, što je dovelo do istraživanja i sabiranja raznih izdanja zbirki gregorijanskih napjeva. Rezultat tih napora bio je Liber usualis, izvorno objavljen 1896., a uredio ga je Dom André Mocquereau (1949-1930), tada opat u Solesmesu. Nakon što je na Drugom vatikanskom koncilu (koji je otvorio papa Ivan XXIII.) dopuštena uporaba narodnog jezika u crkvenim obredima, opala je uporaba zbirke. Gregorijanski koral još uvijek se može čuti u većini samostana i nekim crkvama, kao i u nastupima grupa koje su se posvetile njegovom očuvanju. Liber usualis danas je uvelike u uporabi zamijenjen jednom drugom koralnom zbirkom, koja se zove Graduale Romanum (1974).
Zbirka ima 1.900 stranica i sadrži većinu uobičajenih napjeva za misu (Kyrie, Gloria, Credo, Sanctus i Agnus Dei), kao i uobičajene napjeve za liturgiju časova (svakodnevnu molitvu Crkve) te za svaku redovnu i vlastitu svetkovinu crkvene godine (uključujući više od dvjesto stranica samo za Veliki tjedan). Knjiga također sadrži napjeve za određene obrede, kao što su kršenja, vjenčanja, sprovodi, ređenja i blagoslovi. Ovakvo modalno, monofono pjevanje gaji se u Katoličkoj Crkvi barem od 6. stoljeća sve do danas.

## Sadržaj
Sadržaj zbirke donesen je ovdje prema njezinu izdanju iz 1923. godine. Druga izdanja, bilo na latinskom, bilo na nekom drugom jeziku, imaju gotovo identičan sadržaj i raspored s manjim izmjenama.
- Uvod (Prooemium) – Opširan uvod u zbirku objašnjava kako treba čitati i tumačiti srednjovjekovnu glazbenu notaciju (kvadratnu neumatsku notaciju). Donosi nadalje tablicu pomičnih svetkovina i Rimski kalendar
- Red mise (Ordo Missae)
- Vlastita predslovlja (Praefationes propriae) za: Rođenje Gospodinovo (In Nativitate Domini), Bogojavljenje (In Epiphania Domini), korizmu (In Quadragesima), Misu Muke i Svetoga Križa (In Missis de Passione et de S. Cruce), uskrsno vrijeme (In Paschate), Uzašašće Gospodinovo (In Ascensione Domini), Duhove (In Pentecoste), svetkovinu Presvetog Trojstva i nedjelje kroz godinu (In Festo Ss. Trinitatis et in Dominicis per annum), svetkovine i zavjetne mise Blaženoj Djevici Mariji, svetkovine i zavjetne mise sv. Josipu, svetkovine apostola (In Festis Apostolorum), mise za pokojne (In Missis Defunctorum)
- Redoviti napjevi za misu (Cantus Ordinarii Missae):
  - Za nedjelje u koje se škropi blagoslovljenom vodom (Asperges; In Dominicis ad Aspersionem Aquae benedictae)
  - Tonusi za ulazno Slava Ocu (Toni Gloria Patri ad Introitum)
  - Kyrie, Gloria... etc.
  - Načini pjevanja aleluje u uskrsno vrijeme (Modus cantandi Alleluia Tempore Paschali)
  - Zajednički misni tonusi (Toni Communes Missae)
- Redoviti napjevi za oficij (Cantus Ordinarii Officii):
  - Zajednički tonusi (Toni Communes): Postoji osam tonusa (napjeva) za psalme, kojima se dodaje deveti tonus (tzv. Tonus Peregrinus, "hodočasnički tonus"). Uz njih ovdje su doneseni zajednički napjevi i za ostale dijelove časoslova
  - Psalmi za večernju molitvu raspoređeni po tonusima (Vespertini Psalmi per Tonos distributi)
  - Jutarnja molitva na svetkovine (In Festis ad Laudes)
  - Nedjeljna molitva prvog, trećeg, šestog i devetog časa (Dominica ad Primam, Tertiam, Sextam et Nonam)
  - Večernja molitva nedjeljom (Dominica ad Vesperas)
  - Povečerje (Ad Completorium)
- Vrijeme kroz godinu (Proprium de Tempore)
- Zajedničko slavlje svetaca (Commune Sanctorum)
- Zavjetne mise (Missae Votivae)
- Razne molitve (Orationes diversae)
- Sprovod (Exsequiarum Ordo)
- Oficij i mise za pokojne (Officium et Missae pro Defunctis)
- Vlastita slavlja svetaca (Proprium Sanctorum)
- Dodatak (Appendix):
  - Zahvale (Pro Gratiarum Actione): Te Deum
  - Zaziv Duha Svetoga (Ad invocandum Spiritum Sanctum)
  - Procesija za kišu (Processio ad petendam pluviam)
  - Procesija za lijepo vrijeme (Processio ad postulandam serenitatem)
  - Sedam pokorničkih psalama (Septem Psalmi Paenitentiales)
  - Red primanja biskupa (Ordo ad recipiendum processionaliter Episcopum)
  - Red vizitacije župe (Ordo ad visitandas parochias)
  - Potvrda (De confirmandis)
  - Ređenje prezbitera (In Ordinatione Presbyteri)
  - Napjev za blagoslov ulja (Cantus in Benedictione SS. Oleorum)
  - Razni napjevi za blagoslov s Presvetim Sakramentom (Varii cantus ad Benedictionem Ss. Sacramenti)

## Vanjske poveznice
- Liber usualis (1961) u PDF formatu (115 MB)
- Liber usualis (suvremena notacija) u PDF formatu  Arhivirana inačica izvorne stranice od 26. siječnja 2010. (Wayback Machine)
- Liber usualis reprint
- Opatija Solesmes